# Semplice
Semplice is een Italiaanse muziekterm met betrekking tot de manier waarop een muziekstuk of passage eruit uitgevoerd dient te worden. Men kan de term vertalen als simpel. Dit betekent dus dat, als deze aanwijzing wordt gegeven, men zo zal moeten spelen, dat het simpel en/of gemakkelijk klinkt. Deze aanwijzing heeft vooral betrekking op de voordracht van een stuk. Hierbij kan gedacht worden aan een niet te nadrukkelijk spelen van iedere noot en/of een niet te brede en zware (grave) speelwijze. Tevens kan worden gesteld dat met deze aanwijzing wordt bedoeld dat de uitvoerend muzikant(en) de muziek behorende bij deze aanwijzing op een neutrale manier moeten benaderen, in tegenstelling tot het benadrukken van een bepaalde emotie of articulatie. Verder kan men bij het uitvoeren rekening houden met de frasering, waarbij, om de simpelheid tot uitdrukking te laten komen, de verschillende elementen van het fraseren niet overdreven worden. Deze term is verwant aan de aanwijzing comodo. 